# Callaspidia defonscolombei
Callaspidia defonscolombei är en stekelart som beskrevs av Anders Gustav Dahlbom 1842. Callaspidia defonscolombei ingår i släktet Callaspidia, och familjen glattsteklar. Arten är reproducerande i Sverige.